# Купальница лиловая
Купа́льница лило́вая (лат. Trollius lilacinus) — травянистое многолетнее растение рода Купальница (Trollius) семейства Лютиковые (Ranunculaceae). Среди народных названий растения — огонёк голубо́й, жарок лиловый, гегемо́на лиловая.

## Распространение
Ареал включает Китай, Среднюю Азию, Алтай, включая Монгольский Алтай, редко и локально встречается в Туве и Западных Саянах.
Растёт в альпийском поясе гор около снежников и ледников на мшисто-осоковых лужайках, иногда в моховых заболоченных тундрах с мощным покровом мха и редким травостоем. На Алтае встречается на самых высокогорных хребтах Алтая ― Иолго, Катунском, Чуйском, Чихачёва и Курайском. В Бурятии встречается очень редко, единичными экземплярами на большой площади.

## Ботаническое описание
Невысокое растение, внешне напоминает купальницу азиатскую, но имеет бледно-лиловую, а не оранжевую окраску цветов.
Стебли при основании одеты бурыми влагалищами и несут черешковые прикорневые пятираздельные листья, которые развиваются после цветения. Розетка листьев не превышает 5―7, а цветонос — 10 см.
Цветки одиночные, 3—5 см в диаметре, с многочисленными чашелистиками, не опадающими и после окончания цветения. Лепестки-нектарники зеленовато-жёлтые. Цветёт в конце июня ― начале июля. Семена созревают в августе.
Этот вид занесён в Красную книгу Бурятии.